# مقاطعة راباهانوك (فيرجينيا)
 مقاطعة راباهانوك  (بالإنجليزية:  Rappahannock County)‏ هي إحدى المقاطعات في ولاية فيرجينيا في الولايات المتحدة الأمريكية.